# Đỗ Hoằng Văn
Đỗ Hoằng Văn (chữ Hán: 杜弘文, ? – 427) là quan viên nhà Lưu Tống trong lịch sử Trung Quốc.

## Cuộc đời
Hoằng Văn có sanh quán ở huyện Chu Diên, quận Giao Chỉ . Nhà họ Đỗ tự nhận là 1 nhánh của sĩ tộc họ Đỗ vào các đời Hán – Ngụy – Tấn, nên các sử liệu đều chép nguyên quán của Hoằng Văn là Kinh Triệu . Ông kỵ là Đỗ Nguyên, được làm đến Ninh Phố  thái thú nhà Tây Tấn , dời nhà đến Giao Chỉ.  
Ông nội là Giao Châu thứ sử Đỗ Viện nhà Đông Tấn (cai trị 399 – 410). Cha là Đỗ Tuệ Độ, được kế tục làm Giao Châu thứ sử (cai trị 410 – 423).  
Hoằng Văn là con trưởng của Tuệ Độ, ban đầu được làm Viên ngoại Tán kỵ thị lang.  Khi Lưu Dụ tiến hành bắc phạt Hậu Tần (416), Tuệ Độ tự ủy nhiệm Hoằng Văn làm Ưng dương tướng quân, Lưu dân đốc hộ, cấp 3000 binh, sai lên bắc tham gia đại quân. Hoằng Văn đi đến Quảng Châu thì Lưu Dụ đã tiêu diệt Hậu Tần, bèn quay về. Sau đó Tuệ Độ tự ủy nhiệm Hoằng Văn làm Hành Cửu Chân thái thú.  
Tuệ Độ mất (423), triều đình lấy Hoằng Văn làm Chấn uy tướng quân, Giao Châu thứ sử, tập tước Long Biên huyện hầu. Hoằng Văn giống cha, cũng nhờ khoan hòa mà được lòng người.  
Năm Nguyên Gia thứ 4 (427) thời Lưu Tống Văn đế, triều đình lấy Đình úy Vương Huy  làm Giao Châu thứ sử, trưng Hoằng Văn về triều.    Trước đó, Lâm Ấp vương Phạm Dương Mại xâm phạm Nhật Nam, Cửu Chân. Hoằng Văn dựng Nha kỳ, muốn đánh dẹp, thì nghe tin mình bị thay thế, bèn dừng lại.  Đúng lúc ấy Hoằng Văn phát bệnh nặng, cố chấp ngồi xe lên đường. Bạn bè thân thích thấy Hoằng Văn yếu ớt, khuyên ông dâng biểu xin chờ khỏi bệnh. Hoằng Văn nói: “Đến đời tôi nhận hoàng ân, là ba đời nắm cờ tiết, luôn muốn xả thần vì triều đình, để báo ơn đã nhận. Huống hồ đã được mệnh triệu, mà có thể nghỉ ngơi ru. Lỡ như trôi nổi, đây là mệnh vậy!”   
Mẹ Hoằng Văn họ Nguyễn,  tuổi đã cao, thấy con ôm bệnh lên đường, không chịu được ly biệt, nên cùng đi. Đến Quảng Châu, Hoằng Văn mất. Vào lúc lâm chung, Hoằng Văn sai em trai là Đỗ Hoằng Du lên kinh, triều đình rất thương xót.   